# Ťažká dolina

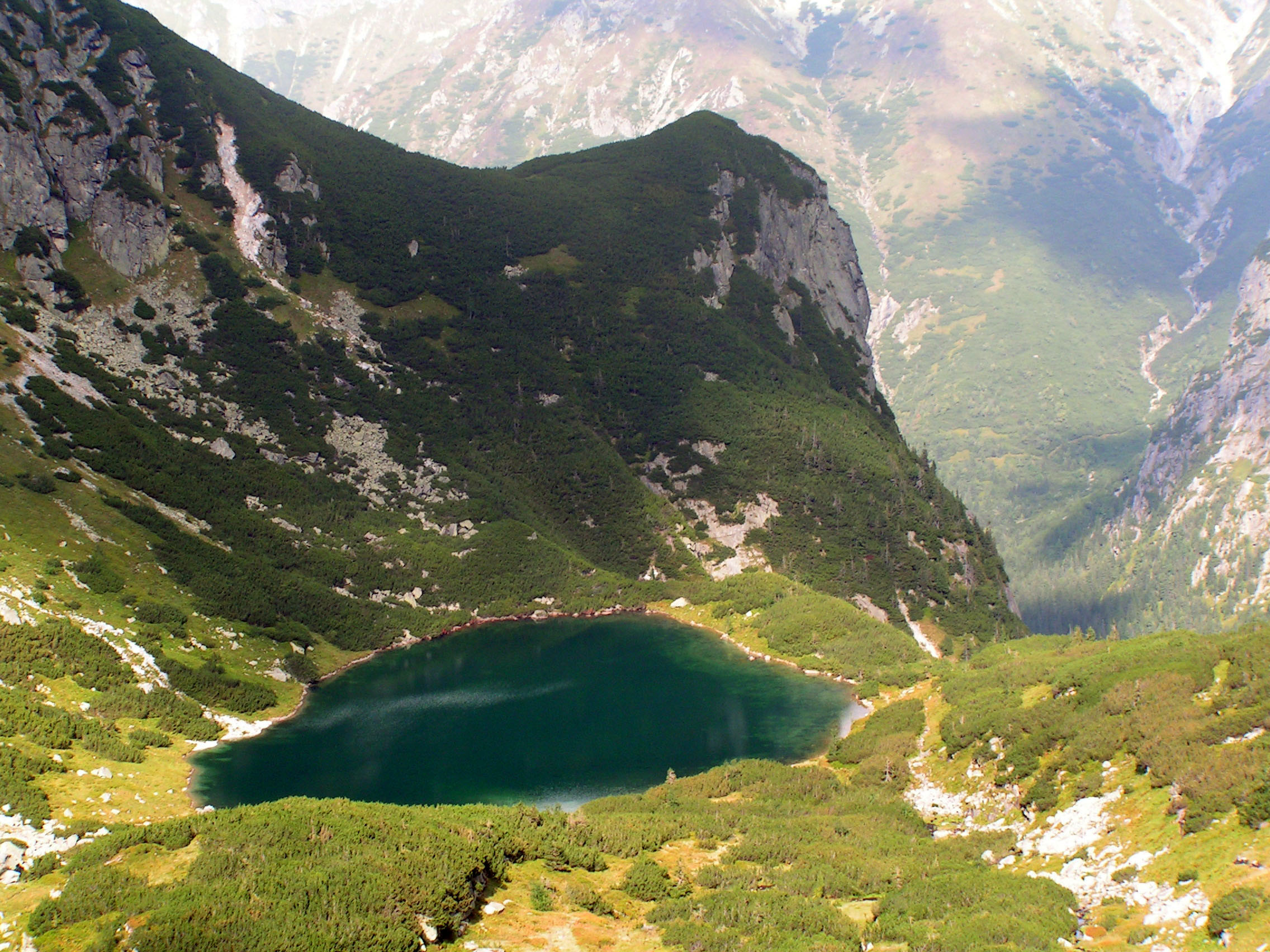
Ťažké pleso: pohled od prahu, který ohraničuje údolí

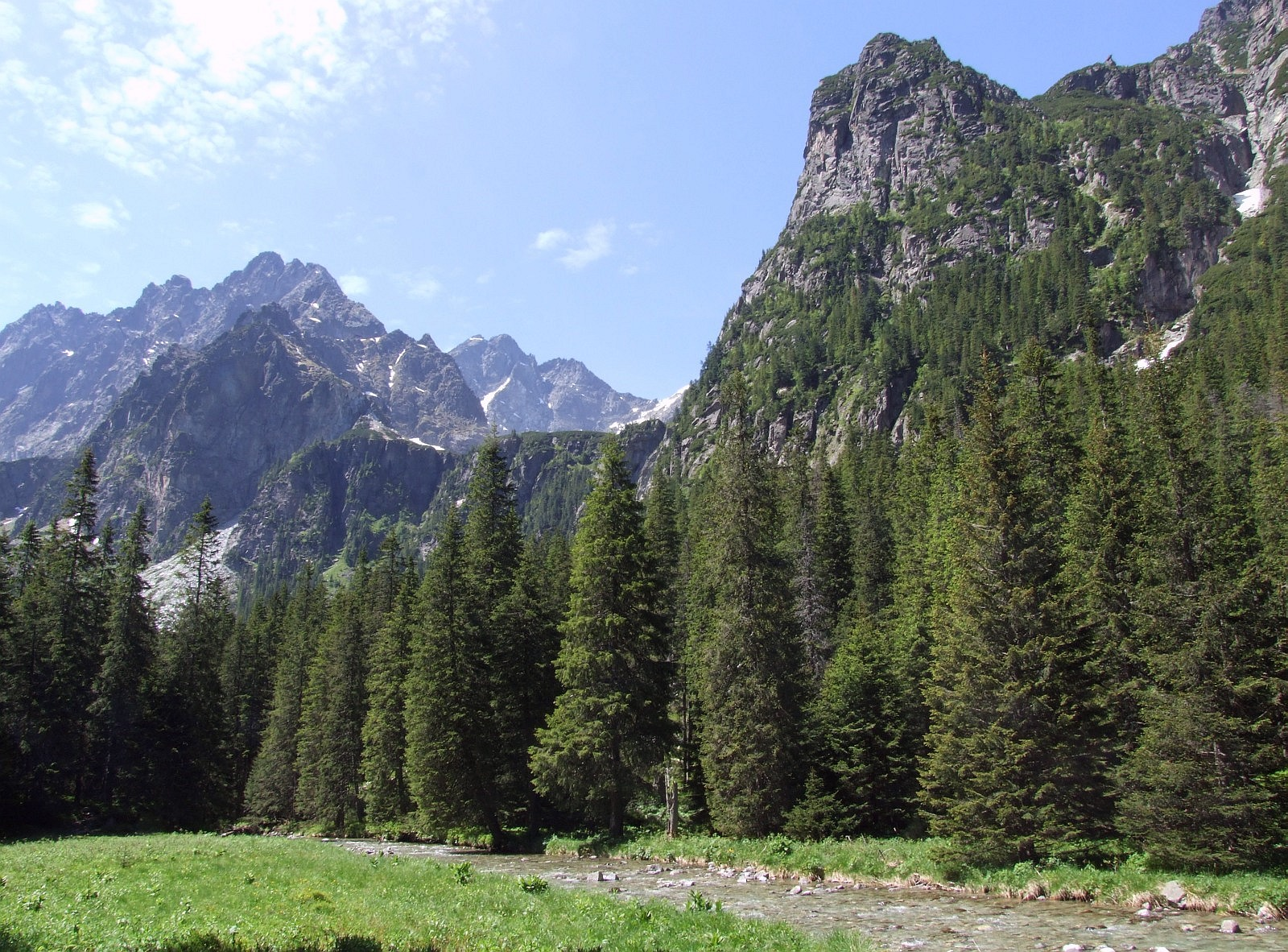
Ťažká dolina

Ťažká dolina (dříve Česká dolina) je údolí ve Vysokých Tatrách v okrese Poprad na Slovensku. Údolí je dlouhé asi 2 km.

## Název
Údolí se původně jmenovalo Česká dolina. K 1. červnu 2006 bylo slovenským kartografickým úřadem přejmenováno na Ťažká dolina. Původní název totiž neodpovídal goralskému ekvivalentu slova ciężki (těžký, slovensky ťažký), což je název používaný místními obyvateli.
Název Česká dolina vznikl dle současné oficiální úřední verze špatným porozuměním berlínského kartografa Alberta Sydowa v roce 1830.
Název České doliny ovšem také mohl pocházet z německého slova zechen, čili kopání rudy. To potvrzuje i jiný název doliny Sucha, který najdeme na Sydowově mapě. Dolina se dvěma velkými plesy, protékaná potokem s mohutným vodopádem na dolním konci a celoročním firnoviskem na horním konci nemohla být považována za bezvodou. Jednalo se už tehdy o špatný překlad německého Durtal, tedy údolí, kde se dolovalo. Suchý je totiž německy dürr. Tuto verzi preferuje Anton Marec ve své knize Po stopách tatranských názvov.
Velkou emotivní roli v rozhodování o přejmenování tradičních názvů Český štít, Česká dolina, Česká věž, České pleso a Český vodopád hrála také emancipace Slováků vůči Polákům a Čechům, neboť běžně používané označení Vysokých Tater od polských hranic na jih zní České Tatry. Tento regionální název používal například malíř Rafal Malczewski a básnířka Marie Jasnorzewska-Pawlikowska.

## Poloha
Údolí odbočuje z Bielovodské doliny západním směrem a je od ní odděleno skalním prahem. Na západě je zakončena hřebenem mezi Veľkým Žabím štítem a Rysy, kterým prochází slovensko-polská hranice a hlavním hřebenem Vysokých Tater mezi Rysy a Vysokou. Na severu ji ohraničuje hřeben Mlynára a z něj odbočující výběžek zakončený Malou Mlynárovou kopou. Na jihu je to opět hlavní hřeben mezi Vysokou a Gánkem a z něj vybíhající odbočka zakončená Pustou stráží.

## Povrch
Údolí se nachází nad horní hranicí lesa. Nejnižší stupeň je porostlý kosodřevinou. Vyšší stupně jsou travnaté a skalnaté.

## Vodstvo
V údolí se nachází dvě plesa – Ťažké pleso a Zmrzlé pleso. Oběma protéká Ťažký potok, který při ústí údolí vytváří Ťažký vodopád.

## Přístup
Údolí je přístupná jen s horským vůdcem.